# Guillem Perés i Paque
Guillem Perés i Paque fou un dibuixant català (Barcelona 1893 - 1968). Fill de l'intel·lectual modernista Ramon D. Perés, emprà el nom de Billy, ja que era el diminitiu del seu nom en anglès, idioma de la seva mare. Il·lustrà el conte El company de camí de Hans Christian Andersen, en l'edició de L'Avenç del 1909, i a continuació esdevingué un dels dibuixants més destacats de la revista infantil "La Rondalla del Dijous". En aquests treballs es mostrà com un delicat epígon del Modernisme, amb una evident influència d'Aubrey Beardsley. Posteriorment continuà la seva tasca d'il·lustrador no sols literari sinó també publicitari, a Barcelona i a Londres, on s'establí entre c.1924 i 1941.